# Autol
Autol – gmina w Hiszpanii, w prowincji La Rioja, w La Rioja, o powierzchni 85,28 km². W 2011 roku gmina liczyła 4442 mieszkańców.